# Grupo de Trabajo de Ingeniería de Internet
Internet Engineering Task Force (IETF en español: Grupo de Trabajo de Ingeniería de Internet) es una organización internacional abierta de normalización, que tiene como objetivos el contribuir a la ingeniería de Internet, actuando en diversas áreas, como transporte, enrutamiento y seguridad. Se creó en los Estados Unidos el 16 de enero de 1986. Es mundialmente conocida porque se trata de la entidad que regula las propuestas y los estándares de Internet, conocidos como RFC.
Es una institución sin fines de lucro y abierta a la participación de cualquier persona, cuyo objetivo es velar para que la arquitectura de Internet y los protocolos que la conforman funcionen correctamente. Se la considera como la organización con más autoridad para establecer modificaciones de los parámetros técnicos bajo los que funciona la red. El IETF se compone de técnicos y profesionales en el área de redes, tales como investigadores, integradores, diseñadores de red, administradores y vendedores, entre otros. 
Dado que la organización abarca varias áreas, se utiliza una metodología de división en grupos de trabajo, cada uno de los cuales trabaja sobre un tema concreto con el objetivo de concentrar los esfuerzos.

## Operaciones
Los detalles de las operaciones de la IETF han cambiado considerablemente a medida que ha crecido, pero los mecanismos básicos siguen siendo la publicación de especificaciones propuestas, desarrollo de propuestas, pruebas independientes de los participantes, y la republicación como contenido propuesto, propuesta de borrador, o, a veces, como un estándar de Internet. Los estándares de la IETF son desarrollados en un entorno abierto en el que cada individuo interesado puede participar. Todos los documentos de la IETF están libremente abiertos a través de internet y pueden ser reproducidos a discreción. Solo las implementaciones interoperables, múltiples y útiles pueden volverse un estándar. La mayoría de las especificaciones están enfocadas en protocolos simples y no en sistemas cerrados. Esto permite que los protocolos sean utilizados en varios sistemas diferentes, y sus estándares son rutinariamente reutilizados por cuerpos que desean crear arquitecturas completas.